# 3136 Anshan
3136 Anshan је астероид главног астероидног појаса са средњом удаљеношћу од Сунца која износи 3,157 астрономских јединица (АЈ).
Апсолутна магнитуда астероида је 11,8.